# Pseudocnus pawsoni
Pseudocnus pawsoni is een zeekomkommer uit de familie Cucumariidae.
De wetenschappelijke naam van de soort werd in 1998 gepubliceerd door J.H. Won & B.J. Rho.